# Žitná-Radiša
Žitná-Radiša je obec na Slovensku v okrese Bánovce nad Bebravou.
Leží v nadmořské výšce 275 metrů na rozhraní Nitranské pahorkatiny a Strážovských vrchů. Žije zde 448 obyvatel.
První písemná zmínka o obci je z roku 1295.